# Репаративна регенерація
Репарати́вна регенера́ція (у біології) — відновлення пошкодженої або втраченої тканини. Ступінь і якість регенеративного процесу у різних тканин різні: чим вище диференціювання тканини (нервова, м'язова), тим менша у неї здатність до відновлення своєї структури.
Значення- Невідомі;

## Фізіологія
Репаративна регенерація може бути типовою — гомоморфоз і атиповою — гетероморфоз. При гомоморфозі відновлюється такий же орган, як і втрачений. При гетероморфозі відновлювані органи відрізняються від типових. Відновлення втрачених органів здійснюється шляхом епіморфозу, морфалаксису і ендоморфозу.
- Епіморфоз — відростання втраченого органа від поверхні рани. Процес регенерації при цьому починається із лізису тканин, які прилягають до рани та інтенсивного розмноження клітин, із яких утворюється регенераційний зачаток. Подальше розмноження клітин приводить до збільшення зачатка, а диференціювання клітин — до формування органа. Закривання ран при епіморфозі є рубцювання. Відростання хвоста у ящірки або ноги у тритона — це епіморфоз.

- Морфалаксис — викликає перегрупування частини організму, яка залишилась. Ця форма регенерації часто пов'язана з подальшим значним розростанням частини, яка залишилась і завершується утворенням із цього матеріалу цілого організму або окремого органу. Нова особина або відновлений орган спочатку менші вихідної форми, а з часом збільшується. Регенерація планарії, гідри, ноги таргана — це морфалаксис.

- Ендоморфоз або регенераційна гіпертрофія відбувається всередині органа. При цьому відновлюється не форма, а маса органа. Регенерація за типом ендоморфозу починається із загоювання ран, а потім відбувається збільшення частини органа, яка залишилась. Регенерація внутрішніх органів (печінки, селезінки, підшлункової залози) іде за типом ендоморфозу. Особливо швидко регенерує печінка. За дослідженнями у щурів при видаленні 2\3 частин печінки, через 2 тижні вона досягає вже нормальних розмірів.

## Приклади репаративної регенерації у тварин
Голотурії або морські огірки — зацікавили вчених у своїх здатностях до регенерації. Їхні можливості по відновленню свого організму розвинені настільки, що вони здатні відновлювати власні органи.

Ще одним представником тваринного світу, які привернули увагу вчених завдяки своїм здатностям до відновлення втрачених кінцівок, пошкоджень легень, надрізів спинного мозку і навіть частин головного мозку є Аксолотль — вид мексиканської саламандри. Секретом, завдяки якому ці тварини мають такі властивості, є «плюріпотентні» клітини, котрі як ембріональні стовбурові клітини людини, мають природну здатність до морфогенезу (перетворення) у будь яку клітину організму, при необхідності заміни втраченої клітини тканини.